# Slave to Nothing
Slave to Nothing es el tercer álbum de estudio de la banda estadounidense de metalcore Fit for a King. Fue lanzado el 14 de octubre de 2014 a través de Solid State Records y fue producido por Will Putney.

## Lista de canciones
Todas las canciones escritas y compuestas por Fit for a King. 
| N.º | Título                                                  | Duración |  |
| 1.  | «Kill the Pain»                                         | 3:20     |  |
| 2.  | «Young & Undeserving»                                   | 3:53     |  |
| 3.  | «Slave to Nothing» (con Mattie Montgomery de For Today) | 3:56     |  |
| 4.  | «Break Away»                                            | 3:40     |  |
| 5.  | «Hooked»                                                | 3:12     |  |
| 6.  | «Selfish Eyes»                                          | 3:42     |  |
| 7.  | «A Greater Sense of Self»                               | 4:01     |  |
| 8.  | «Forever Unbroken»                                      | 3:14     |  |
| 9.  | «Impostor»                                              | 3:03     |  |
| 10. | «Cleanse My Soul»                                       | 3:25     |  |
| 11. | «The Final Thoughts of a Dying Man»                     | 4:10     |  |

## Posicionamiento en lista
| Lista (2014)                          | Posición |
| ------------------------------------- | -------- |
| Estados Unidos (Billboard 200)        | 49       |
| Estados Unidos (Christian Albums)     | 3        |
| Estados Unidos (Top Hard Rock Albums) | 3        |
| Estados Unidos (Independent Albums)   | 8        |
| Estados Unidos (Top Rock Albums)      | 11       |

## Personal
Fit for a King
- Ryan Kirby – voz principal
- Bobby Lynge – guitarras, coros
- Ryan "Tuck" O'Leary – bajo, voces aguda
- Jared Easterling – batería

Músicos adicionales
- Mattie Montgomery: voz (pista 3).